# Сосенко, Модест Данилович
Модест Данилович Сосенко (28 апреля 1875, Пороги, — 4 февраля 1920, Львов) — украинский художник.

## Биография
Родился в селе Пороги на Станиславщине. С 1896 по 1900 годы обучался в Краковской школе искусств, затем продолжил учёбу в Мюнхенской академии (1901—1902) и в Национальной школе искусств в Париже (1902—1905); с 1908 — поселился и жил во Львове.
Путешествовал по Италии и Украине (1908—1913), в 1914 году совершил поездку в Египет и Палестину.
На протяжении 1916—1918 годов М. Сосенко находится на фронте Первой мировой войны в рядах австро-венгерской армии. После войны художник вернулся во Львов, постоянно и серьёзно болел, но продолжал творчески работать и даже принял участие в выставке современной галицкой живописи 1919, которая была организована в залах Национального музея.
Митрополит Андрей Шептицкий, как и раньше поддерживал Сосенко и оставался другом и ценителем его таланта до последнего вздоха художника, умершего в митрополичьих палатах на Святоюрской горе на руках у А. Шептицкого 4 февраля 1920 года в возрасте неполных 45 лет.

## Творчество

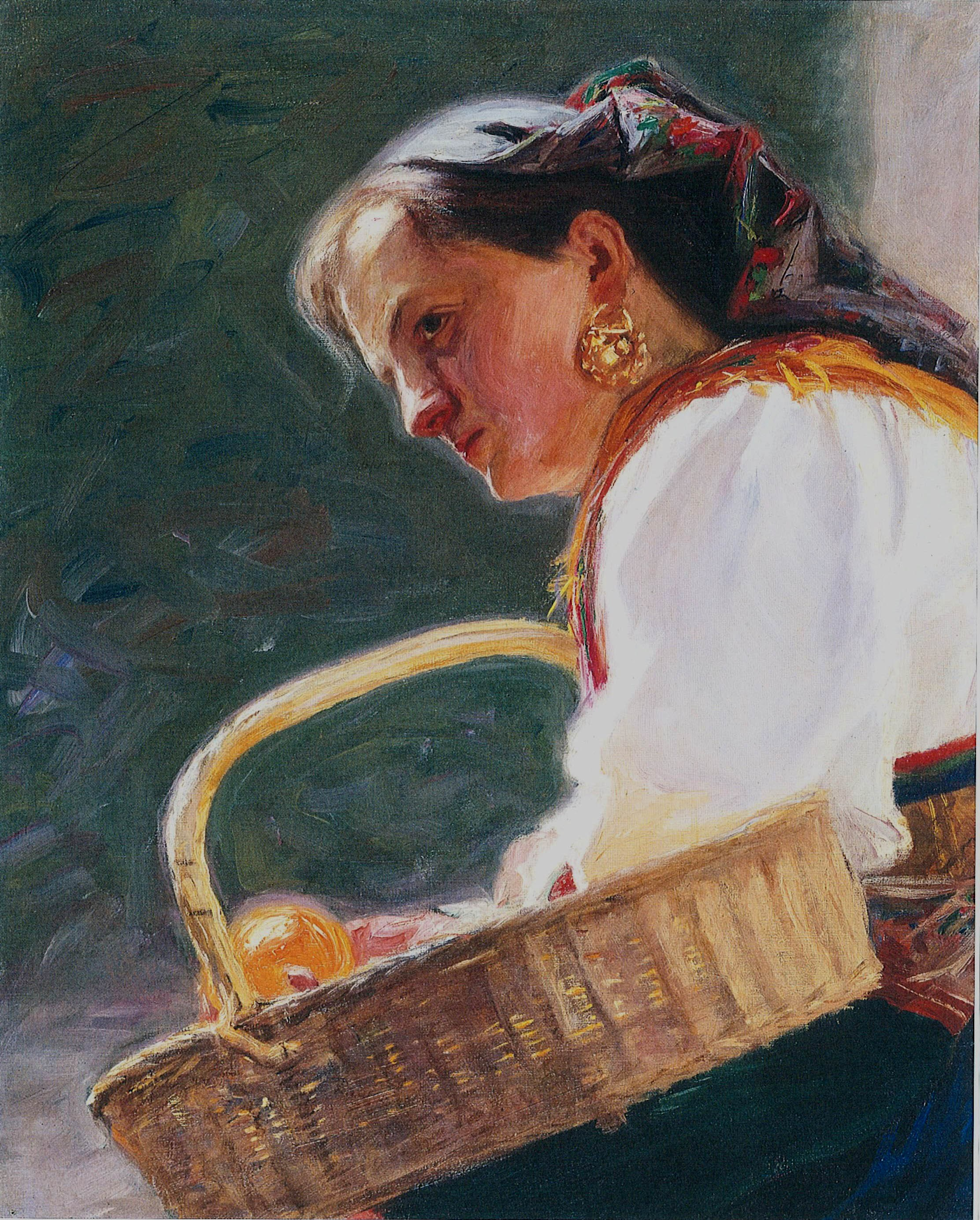
Продавщица апельсинов. 1912 г.

Представитель мюнхенской сецессии и украинского модерна. Писал пейзажи (Парижа, Карпат, Южной Далмации, «Будуа в солнце» (1918), «Ранняя весна в деревне» (1903)), портреты (Атанасия Шептицкого, Владимира Шухевича, «Портрет девушки» (1912), «Автопортрет» (1915)), жанровые полотна («Мальчик обедает», «Разговор», «Дети на плоту» (1913)), стенописи (Высший музыкальный институт имени Н. Лысенко во Львове, церкви в Подберезцы возле Львова, Печенежине (теперь Ивано-Франковщина), Рыков, Золочеве, Славском).
В настоящее время из 12 храмов, расписанных художником-монументалистом Сосенко, или таких, к которым он выполнил иконостасы, с авторским письмом сохранились лишь два: храм Св. Михаила в селе Подберезцы и церковь Св. Воскресения в селе Поляны Золочевского района Львовской области.
В монументальном сакральном искусстве Сосенко, умел соединить древнюю византийскую традицию с новейшими европейскими достижениями и вплести во все это орнаментальное национальное наследие украинского искусства. Художник дал новую жизнь украинским иконам XVI—XVII веков, украинским традициям монументальной росписи, которые достигают времён Киевской Руси.
Модест Сосенко ко всем работам добавил современное орнаментальное богатство, сохранил иконографию, иерархию изображений в храмах, но сделал это по-новому и с чётким национальным обликом.
Сосенко — автор сборника «Украшения галицких рукописей XVI—XVII вв. Ставропигийского Музея» (издана в 1923 году). Произведения М. Сосенко хранятся во Львовском Национальном музее имени Андрея Шептицкого (около 100 работ), Коломыйском Государственном Музее Народного Искусства «Гуцульщина» и во многих частных коллекциях.
М. Сосенко похоронен во Львове на Яновском кладбище.

## Память

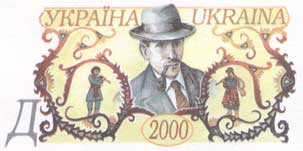
Почтовая марка Украины, 2000 год

- Именем Сосенко именем названа одна из улиц Львова.
- В 2000 году на Украине был выпущен почтовый конверт с маркой, посвящённый Модесту Сосенко.[1]